# Kristian Levring
Kristian Levring (ˈkʰʁestjæn ˈlewʁeŋ; Copenhague, 9 de maig de 1957) és un director de cinema danès. Va ser el quart signant del moviment Dogma 95. Ha dirigit les pel·lícules Et skud fra hjertet, The King is Alive, The Intended, Fear Me Not, i The Salvation.

## Carrera
Kristian Levring va començar la seva carrera com a documentalista, editant una sèrie de llargmetratges documentals i llargmetratges en danès durant les dues primeres dècades del seu temps com a cineasta. També va treballar com a director d'anuncis de televisió. El seu primer llargmetratge que va dirigir va ser Et skud fra hjertet, estrenat el 1986. Kristian Levring va ser el quart signatari del moviment Dogma 95 tanmateix, es va allunyar d'aquest estil. Va cosignar el manifest original el 1995 juntament amb Lars von Trier, Thomas Vinterberg i Søren Kragh-Jacobsen.El 2008, Levring i els altres fundadors de Dogme 95 van ser guardonats amb el premi a la trajectòria als Premis del Cinema Europeu.

### The King is Alive
Levring va estrenar la pel·lícula The King is Alive el 2000. The Guardian descriu la pel·lícula de la següent manera: "Pasatgers d'autobús encallats al desert de Namíbia, que decideixen presentar la seva pròpia actuació privada d' el rei Lear per passar el temps fins que arribi l'ajuda." Els passatgers es troben encallats en una ciutat minera abandonada al bell mig del Sàhara. La pel·lícula va utilitzar Lear com a paper per a la societat europea que arribava a una crisi terminal. Les paraules de Lear s'utilitzen per mostrar encara més la desintegració del grup en el caos sota la pressió del seu encallament. Mentre que un dels membres és enviat a un viatge de cinc dies per obtenir ajuda, les relacions socials que Levring explora entre els que es queden inclouen el gènere, el matrimoni i els elements racials de la relació entre els passatgers i el conductor de l'autobús. La pel·lícula va ser nomenada Selecció Oficial al Festival de Cinema de Canes a la seva estrena.
La pel·lícula té molts elements d'acord amb les creences cinematogràfiques de Dogma 95, inclosa la col·locació de la pel·lícula com una forma d'art post-apocalíptica. Jan Simons va escriure que, "The King is Alive ens permet veure Dogma 95 in actu, per dir-ho així. Sense decoració i sense vestits, de manera natural. la llum del resplendor del sol, i sense recórrer als recursos tècnics del teatre, els actors aficionats estudien els seus papers; Henry escriu les línies de tothom a mà, de memòria". Al llarg de la pel·lícula també es troben referències a les regles de Dogma 95. The New York Times va escriure sobre el treball de Levring a la pel·lícula que,
| « | "La visió de l'infern del Sr. Levring és vívida i crua, però, gràcies a aquell desert buit i interminable, tocada amb una sublimitat pictòrica rarament intentada dins de les limitacions de l'estètica Dogma. El naturalisme impertinent i invasiu del vídeo digital, que sembla especialment calibrat per registrar el joc de l'ansietat i l'angoixa en rostres humans, també registra un paisatge inhumà de dunes ondulades i cel encegador. La juxtaposició crea una sensació de solitud i pànic, un temor que es gira l'estómac que fa semblar gairebé l'instint de supervivència còmicament feble." | » |

### The Intended
El 2002, Levring va coescriure i dirigir The Intended. La pel·lícula segueix dos britànics expatriats i les seves vides en una remota estació de comerç d'ivori asiàtica durant els primers anys del 1900, on la petita comunitat es desfà sota les pressions de les terres estrangeres i les lluites diàries per sobreviure. La pel·lícula s'ha descrit com "una revisió expressionista i densament texturada d' El cor de les tenebres a les selves de Malàisia."." The film opened at the Toronto International Film Festival.

### Fear Me Not
El 2008 Levring va dirigir Fear Me Not. La pel·lícula explora els problemes de la prescripció de medicaments sobre la psicologia de les famílies, seguint el protagonista mentre intenta l'ús d'antidepressius per curar el seu malestar derivat de l'addicció al treball. El protagonista aviat es torna paranoic i comença a témer al seu cònjuge. TLa trama recorda la narració de Dr. Jekyll and Mr. Hyde, i va debutar al Festival Internacional de Cinema de Toronto, on els drets es van vendre a IFC. La pel·lícula també es va estrenar al Festival Internacional de Cinema de Toronto.

### The Salvation
El western de Levring titulat The Salvation fou protagonitzat per Mads Mikkelsen i estrenat al 67è Festival Internacional de Cinema de Canes, on va formar part de la selecció oficial. Levring va filmar la pel·lícula a Sud-àfrica, situant-la a la frontera estatunidenca. La història segueix el personatge de Jon, un "exsoldat danès que es va traslladar als Estats Units després de perdre davant els alemanys al camp de batalla el 1864", segons Variety. Levring ha afirmat que durant aquesta època, aproximadament la meitat de la gent a la frontera nord-americana no parlava anglès, que va ser el punt d'entrada per produir una pel·lícula sobre l'oest americà. En desenvolupar la pel·lícula, Levring va utilitzar tant pel·lícules westerns com la mitologia nòrdica com a inspiració. En una entrevista a Reader's Digest, Levring va declarar sobre el tema de la pel·lícula que: "Podeu veure la frontera occidental com l'inici de la civilització, i estic molt interessat en la naturalesa de la civilització. Sovint aquests llocs són un microscopi: pots mirar aquests personatges i veure com es comporten en situacions força extremes. La civilització és un vernís bastant prim, i quan ho treus és interessant veure què passa." Levring va coescriure i dirigir la pel·lícula.

## Filmografia
- Et skud fra hjertet (1986)
- The King Is Alive (2000)
- The Intended (2002)
- Fear Me Not (2008)
- The Salvation (2014)